# Симон Вукчевић
Симон Вукчевић (Титоград, 29. јануар 1986) бивши је црногорски фудбалер. Играо је на позицији офанзивног везног играча.

## Каријера

### Клупска
Прве фудбалске кораке научио је у ФК Забјело из Подгорице, наставио у млађим категоријама подгоричке Будућности, да би врло брзо био примећен од стране скаута београдског Партизана, па је већ са 16 година стигао међу "црно-беле".
Провео је две године у кадетском и омладинском тиму Партизана, након чега је дебитовао за први тим у завршници сезоне 2002/03. У следећој је, још увек врло млад, тек повремено добијао шансу, да би у сезони 2004/05. (када је задужио дрес са бројем 1), мада најмлађи, био међу водећим играчима Партизана, како у првенству које је освојено без пораза, тако и у Купу УЕФА, где је Партизан стигао до осмине финала. Провео је и први део сезоне 2005/06. у клубу након чега је у зимском прелазном року продат.
У децембру 2005. је потписао петогодишњи уговор са руским Сатурном. Није се баш најбоље снашао у клубу,  па је чак у јулу био премештен у резервни тим. Тренер Владимир Вајс га је јавно критиковао због наводног лошег понашања на тренинзима и лоших манира. Ту сезону је Сатурн завршио на разочаравајућем 11. месту на табели. Вукчевић је у том периоду изјавио да жали што је прешао у Сатурн и да би волео да пређе у неки клуб са више амбиција.
Следеће сезоне је коначно добио шансу, постигао је и свој први гол, али ускоро је потпуно изгубио место у тиму. Ни промена тренера (дошао је Гаџи Гаџијев) није много променила његов статус јер је био ван првог тима.
У јуну 2007. Сатурн је договорио трансфер у висини од 4 милиона евра са Спортингом из Лисабона али је проблем настао кад је Сатурн тражио и 20% од идућег трансфера. Ипак, 28. јуна 2007. потписан је уговор на 2 милиона евра и поделу зараде од следећег трансфера. Вукчевић је у Спортингу провео наредне четири године и током тог периода је наступио на 131 такмичарској утакмици а постигао је 28 голова.
У августу 2011. године је потписао трогодишњи уговор са енглеским премијерлигашем Блекберн роверсима. Дебитовао је за Блекберн 17. септембра, у 5. колу Премијер лиге, када је његов тим савладао Арсенал резултатом 4:3. Први гол за клуб је постигао три дана касније у победи 3:2 над Лејтон Оријентом у Лига купу. Први, а испоставиће се и једини, премијерлигашки гол је постигао 11. децембра 2011. у поразу 2:1 на гостовању Сандерленду. Наступио је на укупно седам првенствених утакмица током такмичарске 2011/12. у којој је Блекберн испао из Премијер лиге. Почео је и наредну 2012/13. сезону у клубу. Наступио је на девет утакмица у Чемпионшипу, без постигнутог гола, након чега је 31. јануара 2013. раскинуо уговор са клубом.
Крајем фебруара 2013. је потписао уговор са украјинским клубом Карпати Лавов. У летњем прелазном року 2013. је обукао дрес новосадске Војводине. У Новом Саду се задржао само шест месеци, а следећа станица у каријери му је била грчки Левадијакос (2014-15).
У јулу 2015. прелази у кипарски Еносис Неон Паралимни. У јуну 2016. се вратио у Португал, потписавши за новог португалског прволигаша Чавес, из истоименог града од 40-ак хиљада становника. У фебруару 2018. је као слободан играч потписао једногодишњи уговор са екипом Будућности из Подгорице. Ипак за Будућност није заиграо пошто је већ наредног месеца одлучио да заврши играчку каријеру.

### Репрезентативна
Са 18 година је заслужио поверење селектора Владимира Петровића "Пижона" и постао је члан младе репрезентације која је представљала Србију и Црну Гору на Европском првенству 2004. у Немачкој. У финалу су били поражени од Италије. Два месеца касније био је у тиму и за Олимпијске игре 2004. у Атини. Освојили су последње место у групи (иза Аргентине, Аустралије и Туниса). Играо је и за младу селекцију која се квалификовала за првенство у Португалу 2006. али му је селектор Драган Окука указао поверење само на првој утакмици.
Селектор Илија Петковић, који је водио сениорску репрезентацију СЦГ, позвао га је 2005. да наступи за "А" тим. Дебитовао је у фебруару 2005. у мечу са Бугарском. Укупно је одиграо 5 мечева.
После распада државне заједнице Вукчевић је наставио да игра за младу и сениорску репрезентацију Црне Горе.

## Трофеји

### Партизан
- Првенство СР Југославије (1) : 2002/03.
- Првенство Србије и Црне Горе (1) : 2004/05.

### Спортинг Лисабон
- Куп Португалије (1) : 2007/08.